# Jávai orrszarvú
A jávai orrszarvú (Rhinoceros sondaicus) az emlősök (Mammalia) osztályának páratlanujjú patások (Perissodactyla) rendjébe, ezen belül az orrszarvúfélék (Rhinocerotidae) családjába tartozó faj, egyike a ma élő öt orrszarvúfajnak. A rendkívül ritka állat ugyanabba a nembe (Rhinoceros) tartozik, mint közeli rokona, az indiai orrszarvú, de 3,1–3,2 méteres hosszúságával és 1,4–1,7 méteres magasságával mérete közelebb áll a keskenyszájú orrszarvúéhoz (Diceros bicornis). A többi orrszarvúfajjal ellentétben csak a kifejlett hímek viselnek tülköt, és ez is jóval kisebb, mint a többi orrszarvúé, nem nagyobb 25 centiméternél.
A három ázsiai orrszarvúfaj közül korábban a jávai orrszarvú volt a legelterjedtebb. Előfordulási területe magába foglalta a Jáva és Szumátra szigeteket, valamint Délkelet-Ázsiát, Indiát és Kínát. A Természetvédelmi Világszövetség (IUCN) súlyosan veszélyeztetett fajnak minősíti ezt a ritka állatot; az indok az, hogy a vadonban már csak nagyon kevés példánya ismert, és állatkertekben sem található egyetlen sem. A nagytestű emlősök között a jávai orrszarvú az egyik legritkább. Az Indonéziához tartozó Jáva sziget nyugati végén levő Ujung Kulon Nemzeti Parkban már csak kevesebb mint hetven példány él. Egy másik állománya is létezett még nemrég, amely a vietnámi Cát Tiên Nemzeti Parkban élt, azonban ez 2011-ben már bizonyítottan kihalt. Ennek a fő oka az orvvadászat, mivel az orrszarvúak tülkének a hagyományos kínai orvoslásban nagy kereslete van. A feketepiacon egy kilogramm orrszarvútülök 50 000-65 000 amerikai dollárt ér.
Amikor az európaiak gyarmatosítani kezdték a térséget, a jávai orrszarvú kedvelt vadásztrófeává vált. Élőhelyének elvesztése és a délkelet-ázsiai háborúk, mint például a vietnámi háború, hozzájárultak az orrszarvú egyedszámának drasztikus csökkenéséhez, továbbá az ott élő állomány folyamatos zavarása megakadályozta a visszaszaporodást más néven a természetes reprodukciót. Utolsó vadon élő és védett populációja az Ujung Kulon Nemzeti Parkban található, azonban itt sincs teljes biztonságban, mivel továbbra is veszélyeztetik az orvvadászok, a betegségek, a kis genetikai változatosság és az ennek következtében fellépő beltenyészet.
Ez az orrszarvúfaj a vadonban körülbelül 30–45 évet élhet. Eredeti természetes élőhelye a síkvidéki esőerdők, a nedves láprétek és az ártéri területek voltak. Általában magányos állat, kivéve a párzási időszakban, vagy amikor a borjaikat nevelik, illetve dagonyázó pocsolyáknál vagy ásványi sók lelőhelyeinél kisebb csoportban összegyűlhetnek. Az emberen kívül a kifejlett jávai orrszarvúnak nincsen természetes ellensége. Általában kerüli az embert, de ha veszélyben érzi magát, akkor támadólag léphet fel. A kutatók és a természetvédők ritkán tanulmányozzák közvetlenül, egyrészt mert annyira ritka, másrészt mert tartanak attól, hogy a kihalás szélén lévő faj életkörülményeit tovább ronthatják ezzel. Főleg kihelyezett kamerák felvételei és ürülékük alapján mérik fel viselkedésüket és egészségi állapotukat. Az öt ma élő orrszarvúfaj közül a jávai orrszarvú a legkevésbé tanulmányozott. Két felnőtt állatot a borjukkal együtt filmre vett egy kihelyezett kamera. A felvételt 2011. február 28-án a WWF (Természetvédelmi Világalap) és az Indonéziai Nemzeti Parkok Hivatala közzé tette, bizonyítva, hogy a jávai orrszarvú még szaporodik a természetben. 2012 áprilisában a nemzeti parkokért felelős hivatal közzé tett egy másik videófelvételt, melyen 35 különböző példány látható; köztük tehenek borjukkal, valamint párzásra összeállt párok is.

## Felfedezése és neve

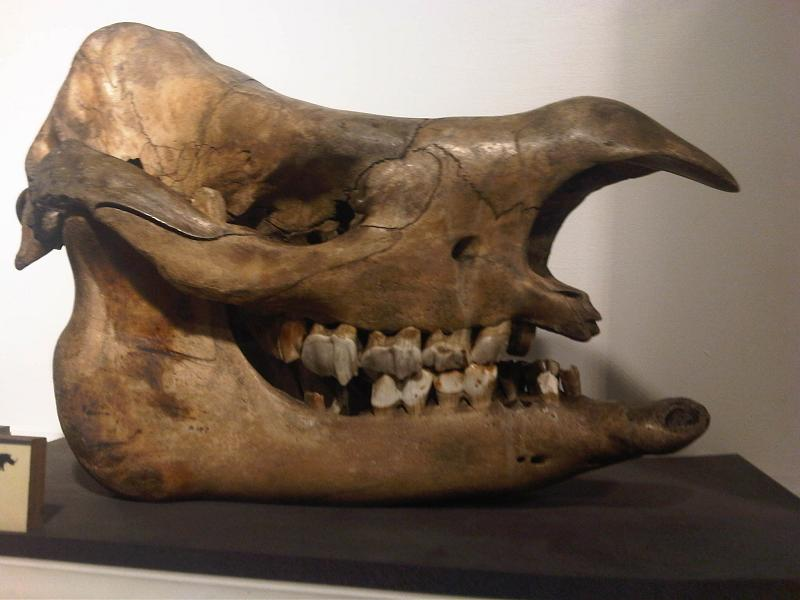
Jávai orrszarvú koponya a londoni Grant Museum of Zoologyban

Az európai természetkutatók először 1787-ben tanulmányozhatták ezt a fajt, miután Jáván két példányt kilőttek. E példányok koponyáit küldték el az akkor már híres természettudósnak, a holland Petrus Campernek, aki azonban 1789-ben meghalt, mielőtt publikálhatta volna felfedezését, mely szerint a jávai rinocérosz egy önálló faj, nem pedig az indiai orrszarvú egyik változata. Alfred Duvaucel francia természettudós és kutató, Georges Cuvier mostohafia, Szumátrán lelőtt egy ilyen orrszarvút, a példányt pedig elküldte mostohaapjának, aki 1822-ben új fajnak nyilvánította. Szintén ebben az évben Anselme Gaëtan Desmarest francia zoológus, Rhinoceros sondaicusnak nevezte el az állatot. A ma is élő orrszarvúak közül a jávai orrszarvút fedezték fel utolsóként. Desmarest először szumátrainak tartotta az általa leírt példányt, de később átírta jávai származásúnak.
A rinocérosz szó (ami a faj nemének elnevezése is: Rhinoceros) az ógörög nyelvből származik; és egy összetett szó: rhis = „orr” és ceras = „szarv”, ami magyarul nem egyéb, mint „orrszarvú”. A tudományos fajneve a sondaicus a Szunda-szigetekből ered, hiszen ez a szigetcsoport magába foglalja az orrszarvú által lakott szigeteket, vagyis Jávát és Szumátrát. A jávai orrszarvúnak egyéb laikus nevei a következők: szundai orrszarvú vagy kisebb egyszarvú rinocérosz (a nagyobb egyszarvú rinocérosz az indiai orrszarvút illeti).

## Kifejlődése

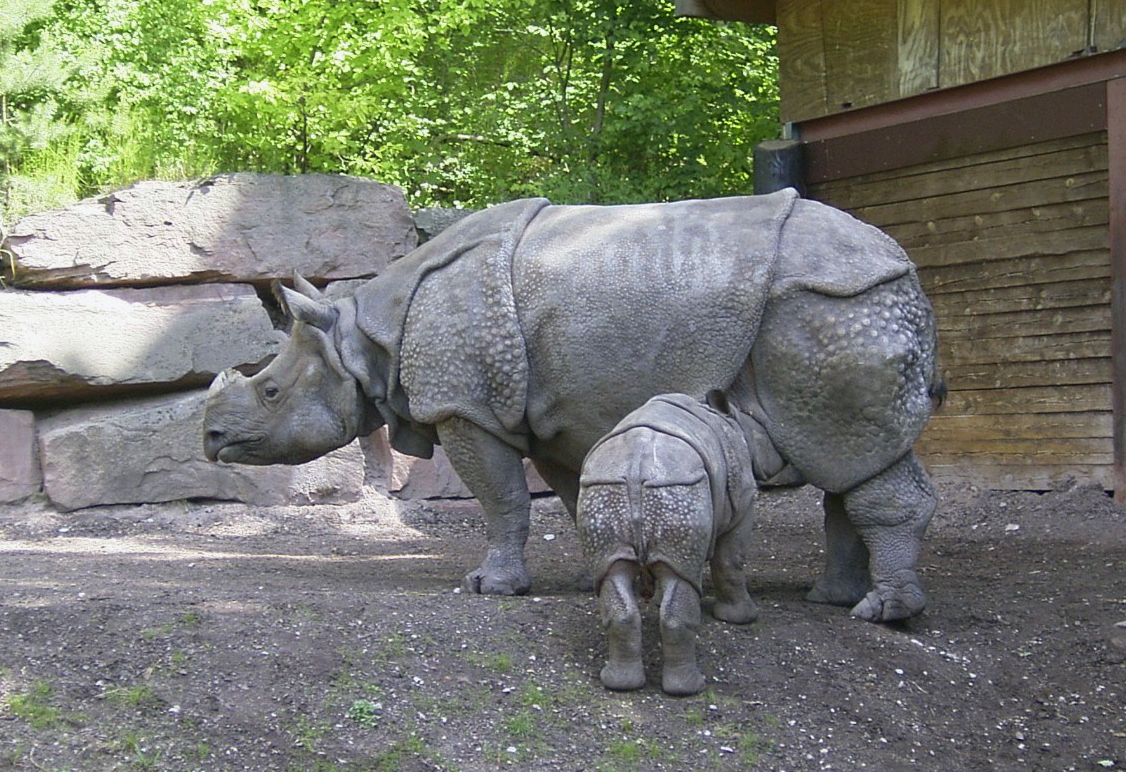
Indiai orrszarvú tehén borjával; ez az állat a jávai orrszarvú legközelebbi rokona

Feltételezések szerint az első orrszarvúfélék a kora eocén korszakban váltak el a többi páratlanujjú patásoktól (Perissodactyla). A mitokondriális DNS-vizsgálatok szerint a jelenkori orrszarvúak ősei és a lófélék (Equidae) ősei, körülbelül 50 millió évvel ezelőtt válhattak szét. A mai orrszarvúfélék családja Eurázsiában jelent meg először, az eocén kor vége felé. A mai fajok ősei, körülbelül a miocén kor idején terjedtek szét Ázsiából.
A Rhinoceros emlősnem ma is élő két fajának kövületei legelőször a körülbelül 1,6–3,3 millió éves leletekben jelenik meg Ázsia területén. A molekuláris vizsgálatok azonban azt mutatják, hogy a két állat külön fajként létezett már 11,7 millió évvel ezelőtt is. Habár e két faj neme (Rhinoceros) a típusneme az orrszarvúfélék családjának (Rhinocerotidae), mégsem állnak szoros rokonságban a többi orrszarvú fajjal. Különböző kutatások feltételezik, hogy az indiai és a jávai orrszarvú a fosszilis Gaindatheriummal vagy Punjabitheriummal állt közeli rokonságban (a Rhinoceros testvér taxonjai). A család részletes kladisztikai vizsgálata szerint a Rhinoceros nem és a kihalt Punjabitherium egy kládot alkot a szumátrai orrszarvú nemével (Dicerorhinus). Más kutatások szerint a szumátrai orrszarvú az afrikai orrszarvúakkal állhat közelebbi rokonságban. A szumátrai orrszarvú a többi ázsiai orrszarvútól körülbelül 15 millió éve válhatott el, de ez már sokkal korábban, akár 25,9 millió éve is bekövetkezhetett, amire mitokondriális adatokból lehet következtetni.
Legközelebbi rokona és a Rhinoceros emlősnem másik élő tagja, az indiai orrszarvú (Rhinoceros unicornis).

## Előfordulása

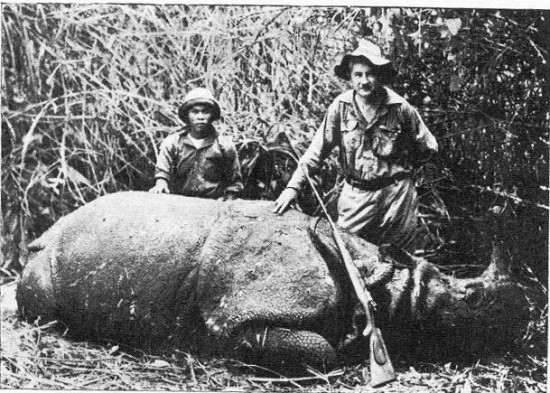
Előfordulási területének legnagyobb részén a vadászat áldozata lett

A legoptimistább becslések szerint is manapság már száz jávai orrszarvú sem él vadon, emiatt a világ legveszélyeztetettebb fajai közé sorolják. Ennek az orrszarvúfajnak az utolsó menedéke Jáva nyugati csücskében van, az úgynevezett Ujung Kulon Nemzeti Parkban.
Előfordulási területe valaha kiterjedt volt, ami az indiai Asszámtól és Bangladestől kezdve, Mianmaron, Thaiföldön, Kambodzsán, Laoszon és Vietnámon keresztül, délfelé a Maláj-félszigetig és egyes indonéziai szigetekig terjedt. Elterjedésének északi határát Kína déli része, míg déli határát a névadó Jáva sziget képezte. Valószínűleg Borneón is élt. Élőhelye részben megegyezett az indiai, illetve a szumátrai orrszarvúakkal. Ez az emlősállat főleg a síkvidéki, sűrű esőerdőket, nedves lápréteket, bővizű folyók nádasait és ártéri területeket választja élőhelyéül, ahol bőven van iszap és sár dagonyázni. Bár az alacsonyabban fekvő vidékeket népesítette be előszeretettel, alfajai megtalálhatók voltak Vietnámban magasabb hegységekben is (2000 méteres magasságig), ahová valószínűleg az emberek terjeszkedése és az orvvadászok miatt kényszerült felhúzódni.
Az állat elterjedési területe legalább háromezer éve egyre szűkül I. e. 1000 körül még Dél-Kínában is élt, de ahogy az emberek egyre többen lettek, az állat körülbelül évente félkilométernyit délre húzódott. Indiából valószínűleg a 20. század első évtizedében halt ki. A Maláj-félszigeten vadászata 1932-re a kihalását eredményezte. A vadászfeljegyzések szerint ez az orrszarvú még egészen az 1950-es évek végéig élt Szumátra szigetén. A vietnámi háború végére úgy vélték, hogy Ázsia kontinentális területén a jávai orrszarvú vietnámi alfaja kihalt. Helyi vadászok és favágók, azonban látni vélték a jávai orrszarvút a kambodzsai Cardamom-hegység közelében, de a keresésükre indított kutatások nem jártak eredménnyel. Az 1980-as évek végén viszont a vietnámi Cát Tiên régióban egy kis állományra bukkantak, de 2010-ben orvvadászok ezeket is levadászták. Egyes vélemények szerint Borneón is éltek jávai orrszarvúk, azonban lehetséges, hogy az itt talált leletek a Szumátrai orrszarvúhoz tartoznak, melyek kis állománya még ma is él a szigeten.

## Alfajai
Ennek az orrszarvúfajnak korábban három alfaja élt, manapság viszont már csak az egyikük létezik.
- Rhinoceros sondaicus sondaicus Desmarest, 1822. A törzsalfaj, melyet indonéziai szunda orrszarvúnak is neveznek. Korábban elterjedt volt Jáva és Szumátra szigeteken, manapság viszont az Ujung Kulon Nemzeti Park területére, azaz Jáva szigetének nyugati csücskére szorult vissza; itt már csak kevesebb, mint 70 példány él. Van olyan vélemény, hogy a Szumátrán fellelt alfaj egy különálló alfajt képez, a kihalt R. s. floweri-t, azonban ezt a feltevést nem fogadják el széles körben.[5][21]
- †Rhinoceros sondaicus annamiticus Heude, 1892. Az állatot vietnámi orrszarvúnak is nevezték. Korábban Kína déli részén, Vietnámban, Kambodzsában, Laoszban, Thaiföldön és Malajziában fordult elő. Tudományos alfajneve, az annamiticus a délkelet-ázsiai Annamite-hegységből ered; mivel elterjedése e hegységet is magába foglalta. A vietnámi Cát Tiên Nemzeti Parkban korábban felfedezett állományt 2006-ban 12 fősre becsülték. Ezek az állatok a park alföldi erdeiben éltek. A genetikai vizsgálatok arra engednek következtetni, hogy a vietnámi és az indonéziai alfajok közös őse valamikor 300 ezer és 2 millió évvel ezelőtt élt, vagyis a két alfaj ez után vált szét.[5][21] Ennek az újra felfedezett alfajnak is az ember lett a veszte: orvvadászok 2010 áprilisában lőtték le az utolsó példányát.[30] Kisebb termetű alfaj volt.[31]
- †Rhinoceros sondaicus inermis Lesson, 1838, más megnevezéssel indiai szunda orrszarvú. Korábban Bengál (nagyjából a mai Nyugat-Bengál (India) és Banglades) és Burma területén élt, de valószínűleg már 1925 előtt kihalt.[32] Alfajneve, az inermis „fegyvertelent” jelent, ugyanis a kifejlett bikáknak is nagyon kicsi a tülke, a teheneknek pedig a fajra jellemzően eleve hiányzik. Ennek az alfajnak a típuspéldánya egy tülök nélküli tehén volt. Burmában a politikai helyzet nem tette lehetővé, hogy kutassák az orrszarvút, de annak a valószínűsége, hogy az alfaj még 1925 után is fennmaradt volna, nagyon csekély.[24][25][33]

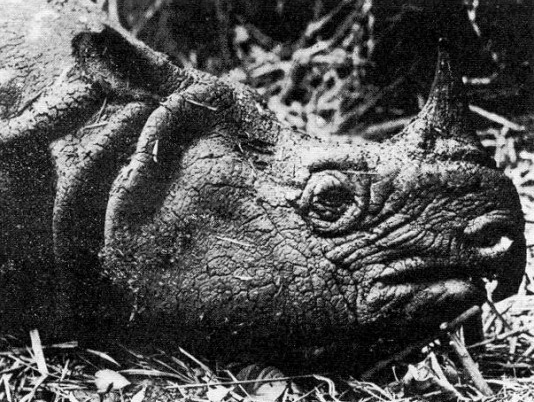
R. s. sondaicus
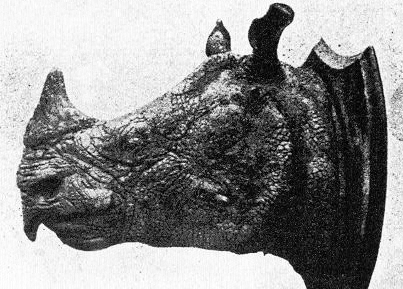
R. s. annamiticus
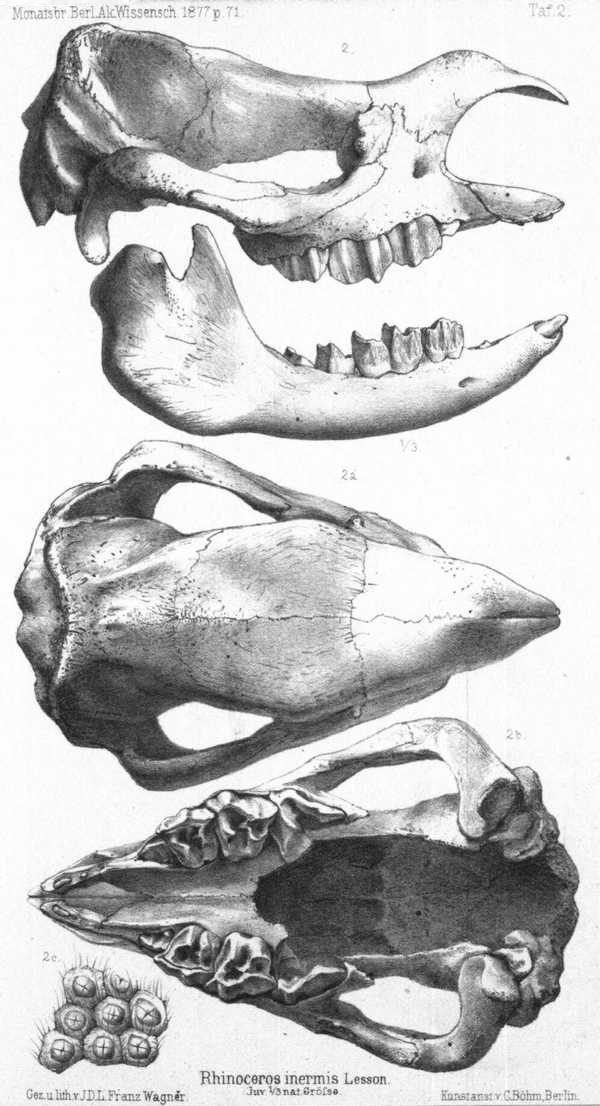
R. s. inermis

## Megjelenése

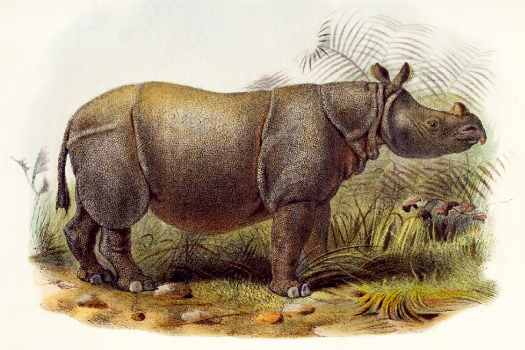
A bőr mozaikszerű elrendezése…

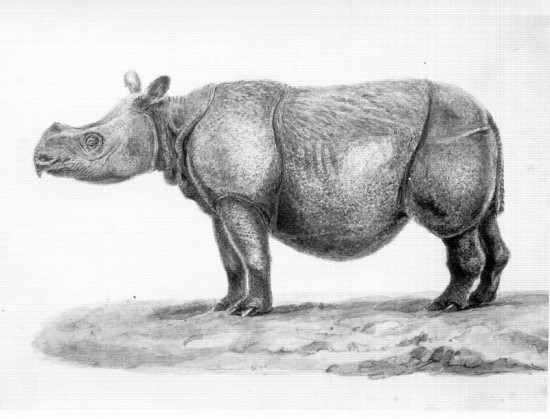
…páncélozott megjelenést kölcsönöz az állatnak

A jávai orrszarvú kisebb, mint az indiai orrszarvú; mérete majdnem megegyezik a keskenyszájú orrszarvúéval. Jáva legnagyobb állata, továbbá a második legnagyobb állat Indonéziában az ázsiai elefánt (Elephas maximus) után. Fej-testhossza 2–4 méter, marmagassága 1,4–1,7 méter. Testtömegét 900–2300 kilogramm közötti széles tartományban említik a különböző jelentésekben, de megbízhatóbb adatok érdekében soha nem végeztek méréseket és egyelőre nem is tervezik, mert a fajt olyannyira veszélyezteti a kihalás, hogy semmivel nem akarják megzavarni a szaporodásban. A nemek mérete között nincs látható különbség, bár a tehenek valamivel nagyobbak lehetnek a bikáknál. A fényképek és a lábnyomok méreteinek alapján a vietnámi alfaj szignifikánsan kisebb volt, mint az indonéziai.
Ahogy az indiai orrszarvúnak, a jávai orrszarvúnak is egyetlen tülke van; míg a másik három élő orrszarvúnak 2–2 tülök ül az orrán, illetve a pofáján. A jávai orrszarvú tülke a legkisebb a többi élő fajhoz képest, hossza általában 20 centiméter, de a feljegyzett leghosszabb is csak 27 centiméteres. Kizárólag a bikáknak van tülke. Az összes élő orrszarvú kifejlett példánya közül csak a szóban forgó faj tehenének nincsen tülke, bár egyik-másik tehén apró dudort növeszt a tülök helyén, ami kb. 2,5–5 centiméteres. A jávai orrszarvú a tülkét ritkán használja verekedésre (a felvételek alapján legalábbis nem), inkább dagonyázáskor a sár terelésére, evéskor a növények szájhoz hajlítására és haladáskor a sűrű aljnövényzet megnyitására használja. A többi legelésző orrszarvúfajhoz (keskenyszájú, indiai és szumátrai) hasonlóan hosszú, kicsúcsosodó felső ajkai vannak, amivel könnyen meg tudja ragadni az élelmét. Alsó metszőfogai hosszúak és hegyesek, inkább ezeket használja verekedésre. A metszőfogak mögött, két sorba rendeződve 6–6 alacsony koronájú őrlőfog van; ezekkel rágja meg a durva növényeket. Mint a többi orrszarvú faj, a jávai hallása és szaglása is nagyon jó, azonban a látása eléggé gyenge.
Bőre szürke vagy szürkésbarna színű, enyhén foltos, szőrzet nélküli testét bőrredőket képezve fedi. A redők a háton, a marnál és a vállnál találhatók, mozaikszerű elrendeződése páncélozott megjelenést kölcsönöz az állatnak. A marnál levő bőrredő kisebb, mint az indiai fajnál, de ugyanúgy nyeregszerűen hat. Rokonához hasonlóan a kifejlett állatokon is található a farok és a fülek végén némi szőrzet. Oldalról nézve farka kicsit jobban eláll a hátsó lábak vonalától.
A jávai orrszarvút ritkán figyelik meg közvetlenül, vagy végeznek méréseket rajta. A kutatók megpróbálnak a legkevésbé beavatkozni a kihalás szélén lévő faj életébe. Főleg kihelyezett kamerák felvételei és ürülékük alapján tanulmányozzák, de ezekből csak kevés adathoz juthatnak, és azok sem mindig pontosak.

## Életmódja
Ez az állatfaj általában magányos. A fajtársak csak a párzási időszakban keresik fel egymást, illetve a tehenek borjukat vigyázzák. Olykor több példány is összegyűlik a dagonyázó és ásványi sók lelőhelyeinél. A dagonyázást mind az öt orrszarvúfaj kedveli, mivel ez hűti le a testüket, valamint megóvja a betegségektől és az élősködők elszaporodásától. A jávai orrszarvú általában nem maga vájja a dagonyázó helyet, inkább a más állatok által kivájt gödröt, vagy a természetes mélyedéseket használja, amiket esetleg megnagyobbít kisméretű tülkével. A „sónyaló” helyek is fontos „csomópontok”, mivel csak itt juthat a táplálkozásában nélkülözhetetlen ásványi anyagokhoz (a talaj nyalásával vagy az iszap elfogyasztásával).
A bika területe, körülbelül 12–20 négyzetkilométeres, míg a tehéné ennél kisebb, csak 3–14 négyzetkilométeres. A bikák területe ritkán nyúlik át egymáséiba, a teheneké gyakrabban. Territoriális verekedésekről nem lehet tudni, eddig nem figyeltek meg ilyet a kutatók. A bika ürülékkupacokkal és vizeletspricceléssel jelöli meg területét. Ezek mellett jelenlétét a lábával felkapart talajjal és kidöntött facsemetékkel adja tudtára fajtársainak. Más orrszarvúfajoknak megvan az a sajátságos szokása, hogy hatalmas ürülékkupacokat készítenek, majd ezzel hátsó lábaikat összekenik, de a jávai orrszarvú (sem a szumátrai) nem követi ezt. A kutatók szerint ennek az az oka, hogy az esőerdők nedves és sűrű aljnövényzetében nem tudják a szagukat hatékonyan elég nagy területen szétterjeszteni.
A jávai orrszarvú alig ad ki hangot magából, jóval csendesebb, mint a szumátrai orrszarvú. Csak nagyon kevés hangfelvétel létezik jávai orrszarvútól. A kifejlett állatnak nincs természetes ellensége az emberen kívül. Ez a faj rendkívül félénk, főleg a vietnámi állománya volt ilyen, hiszen az ember közelségét észlelve a sűrű növényzetbe húzódott vissza. Ez a tulajdonsága a túlélés szempontjából persze nagyon hasznos, ugyanakkor a tanulmányozását majdnem ellehetetleníti. A félénksége ellenére, ha túl közel merészkednek hozzá, akkor agresszívvé válhat és megtámadhatja az embert. Támadáskor az állkapocscsontjából (mandibula) felfelé álló hegyes metszőfogait használja, miközben fejével alulról felfelé döfköd. Becslések szerint megérheti a 30–45 éves kort.

### Táplálkozása
Növényevő, táplálkozása igen változatos. Főleg a növények hajtásait, vékonyabb ágait, friss lombozatát és a lehullott gyümölcsöket fogyasztja. Az általa kedvelt legtöbb növény az erdő napos részein nőnek: tisztásokon, bozótosokban; olyan helyeken, ahol nemigen vannak magas fák. Az orrszarvú csemetéket is kidönt, hogy hozzáférjen a friss levelekhez. Táplálékát felső ajkával ragadja meg, fogó mozdulattal. Az összes orrszarvú közül a jávai faj alkalmazkodott leginkább a különböző növénytársulásokhoz. Korábban valószínűleg füvet is legelt nyílt területeken, de mára a sűrű erdőbe szorult vissza, ahol elsősorban nem a talajról táplálkozik. Úgy becsülik, hogy naponta 50 kilogrammnyi táplálékot fogyaszthat el. Ahogy a szumátrai fajnak, a jávai orrszarvúnak is szüksége van ásványi sókra. Az élőhelyén, amikor még nagy területeken elterjedt volt, számos ilyen ásványi lelőhely akadt, amiben az Ujung Kulon Nemzeti Park viszont nem gazdag; valószínűleg emiatt isznak tengervizet, ahogy azt néhányszor megfigyelték.

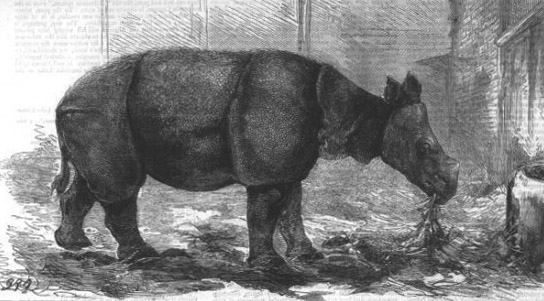
Körülbelül 50 kilogrammnyi növényzetet fogyaszt naponta
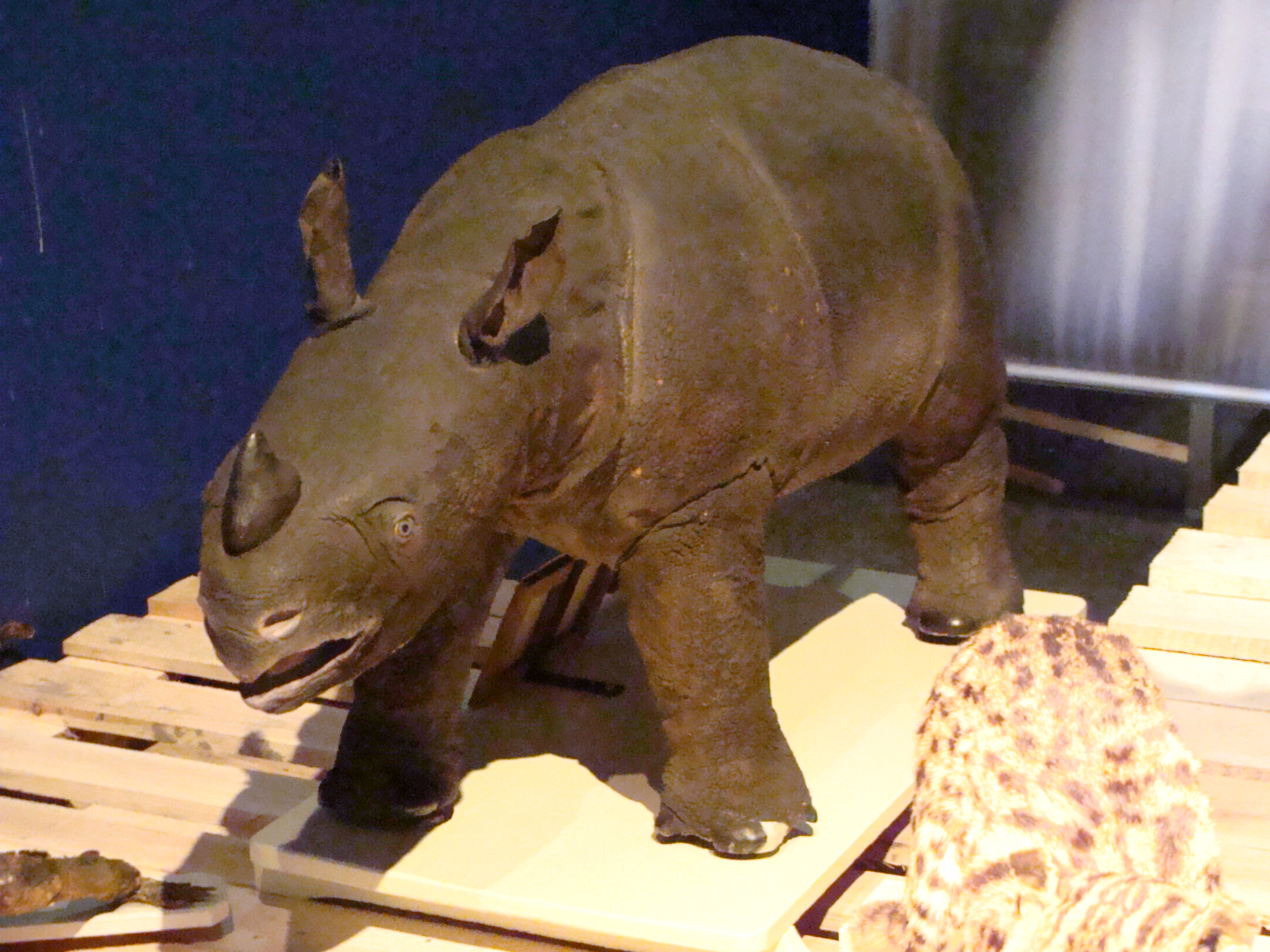
Kitömött R. s. sondaicus borjú
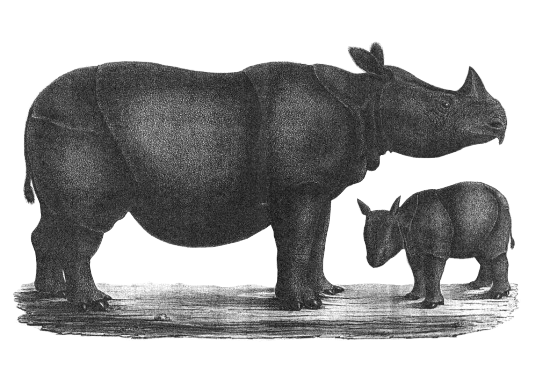
Bika és fiatal tehén

## Szaporodása
Az ivarérettséget a bika nyolc, a tehén négyéves korban éri el; nincs meghatározott párzási időszakuk. A vemhesség 16 hónapig tart, ennek végén a tehén egy borjat hoz a világra. Az elválasztás két év után következik be.

## A jávai orrszarvú és az ember

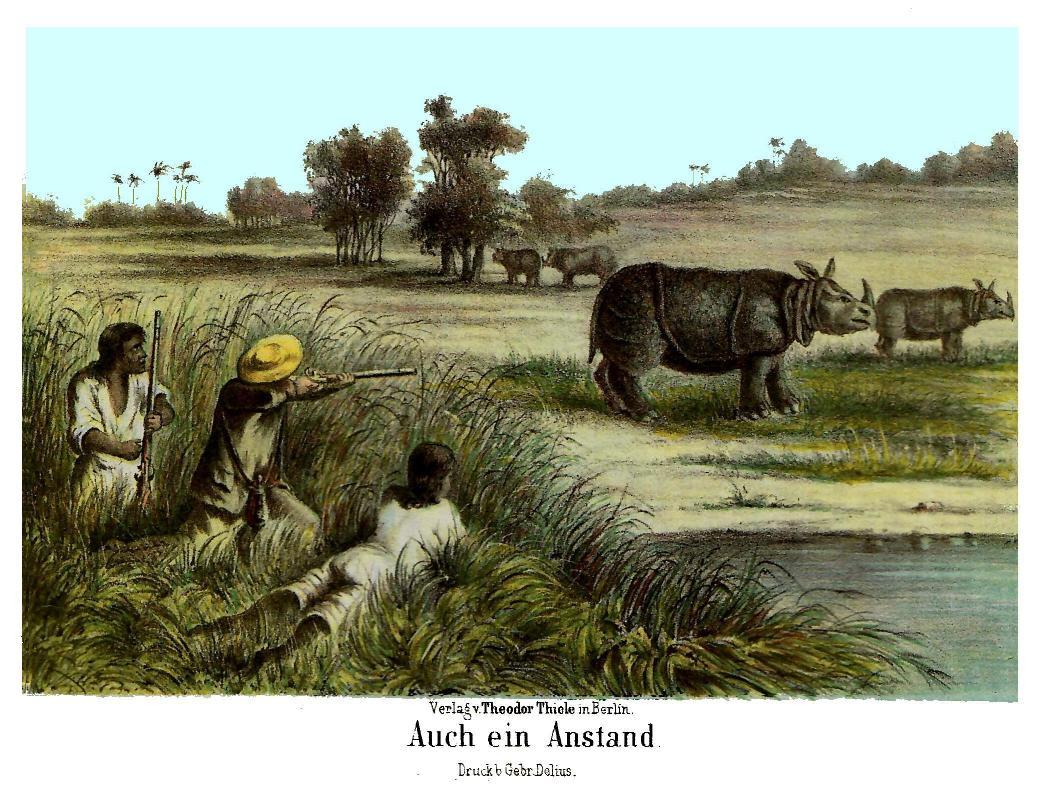
Az európaiak megjelenésével egyre több orrszarvút vadásztak

A jávai orrszarvú – és az összes többi orrszarvúfaj – egyedszáma csökkenését az ember okozza, főleg az állatok tülkének értéke miatt. Kínában az orrszarvú tülköt már kétezer éve árusítják, a kínaiak hiedelme szerint a tülöknek gyógyítóereje van. Az orrszarvú bőréből továbbá védőfelszereléseket készítettek a kínai katonák számára, Vietnámban pedig úgy vélik, hogy gyógyítja a kígyómarást. Mivel ez az orrszarvúfaj számos olyan helyen is élt, ahol az emberek többsége nagy szegénységben élt, az állatvédőknek nagyon nehéz volt rávenni őket, hogy ne öljék meg az egyébként haszontalannak vélt állatokat; a szegény embereknek jól jött a tülökért kapott pénz. Amikor 1975-ben érvénybe lépett a Washingtoni egyezmény (CITES), a jávai orrszarvú az 1. listára került, amely a különösen veszélyeztetett fajokat foglalja magába. Ennek a határozatnak az értelmében minden nemzetközi kereskedés ezzel az állattal, vagy valamelyik testrészével szigorúan tilos. A feketepiacon keresett termék az orrszarvúak tülke akár 65 ezer amerikai dollárt is adnak kilójáért.
Mint sok más afrikai és ázsiai nagytestű állatot, a jávai orrszarvút is ősidők óta vadásszák. Nagyobb mértékben az európaiak megérkezése után következett ez be, mivel modern lőfegyverrel könnyű elejteni és tülke rendkívül értékes trófea. Ez viszont oda vezetett, hogy olyan mértékben csökkent állománya, hogy mikorra a természettudósok felmérték a pusztítást, az állat már csak Jáván és Vietnámban fordult elő, a többi élőhelyről már teljesen kipusztították.
Az állománycsökkenéséhez az élőhelyek elvesztése is hozzájárult, bár ez a tényező manapság már nem jellemző, hiszen utolsó menedéke védett. Elterjedési területének korábbi helyein emberi települések és mezőgazdasági jellegű kultúrtájak létesültek. A megmaradt élettere azonban már nem segít az állatnak kiheverni az orvvadászat okozta veszteségeket, hiszen annak ellenére, hogy szigorú védelem alatt áll, a jávai orrszarvú fennmaradása bizonytalan. A megmaradt állomány ugyanis egyetlen helyen él és már száz alatti példányból áll csak. A drasztikusan lecsökkent egyedszám miatt a betegségek és a beltenyészet okozhatja majd a faj végzetét. A környezetvédő genetikusok becslései szerint a faj fennmaradásához és genetikai sokszínűségéhez legalább száz egyed kellene.

### Ujung Kulon

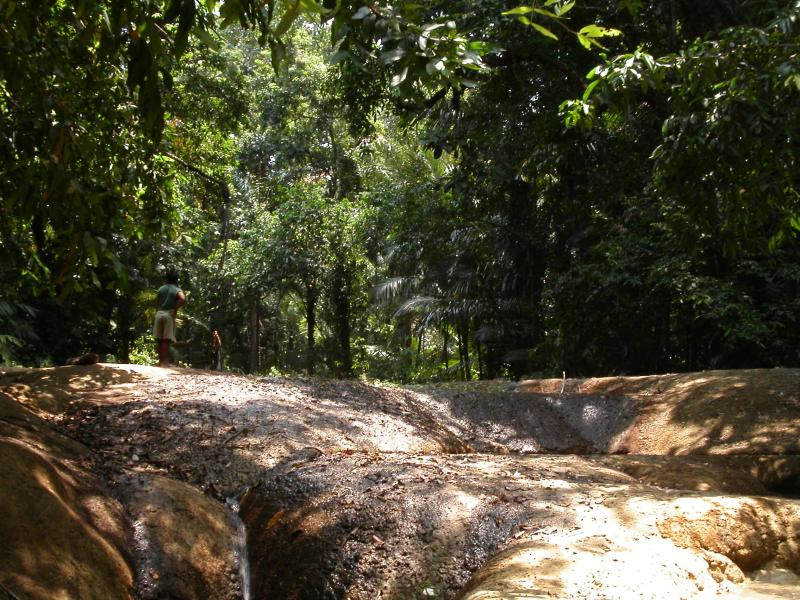
Az Ujung Kulon Nemzeti Park, a jávai orrszarvú utolsó menedéke

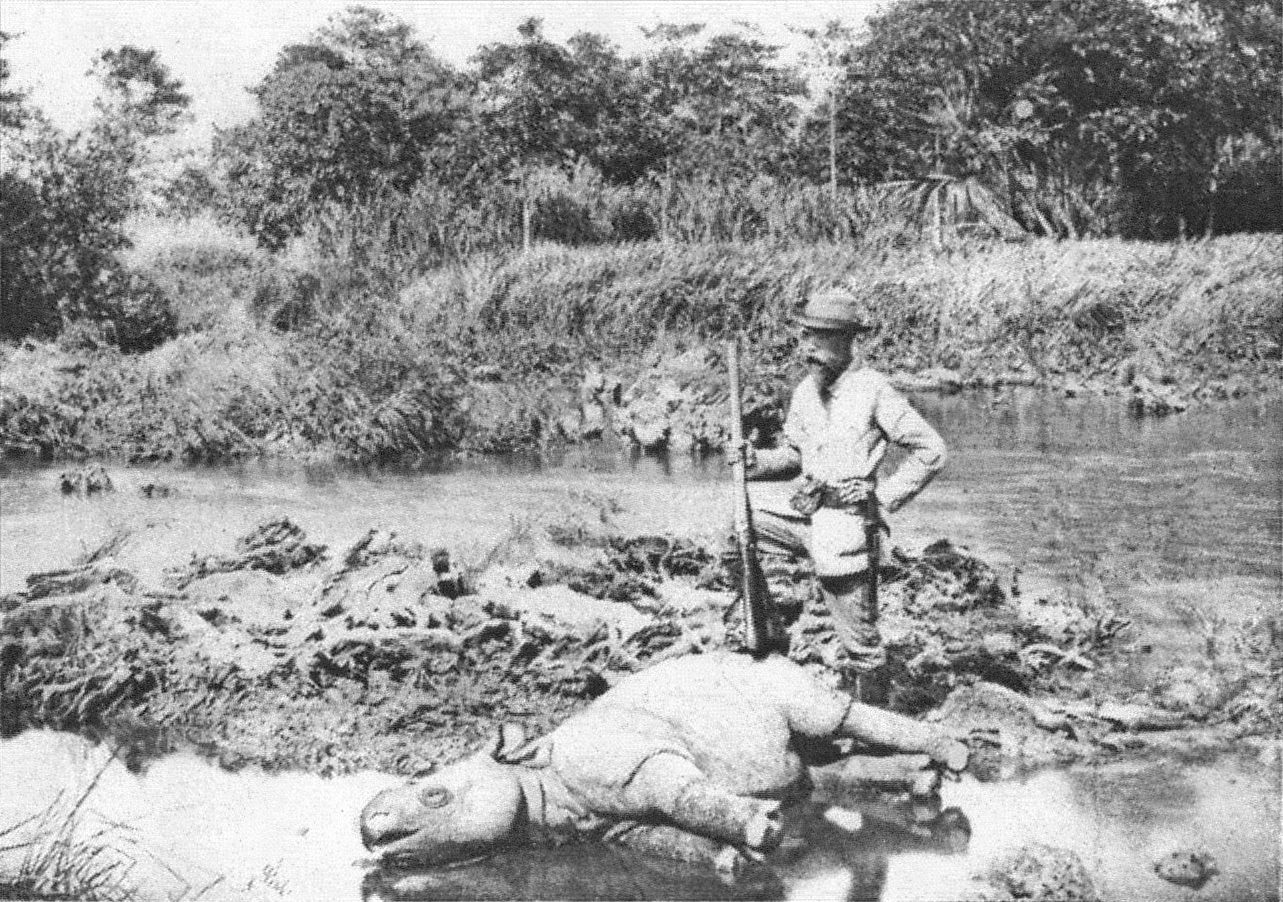
Holland vadász Ujung Kulonban 1895 körül elejtett orrszarvúval

1883-ban a jávai Ujung Kulon-félszigetet erősen megrongálta a Krakatau kitörése. A jávai orrszarvúak idővel visszatelepültek ide, azonban az emberek csak kisebb számban tértek vissza; emiatt a félsziget az állatok utolsó menedéke lett a szigeten. 1931-ben, amikor ez az orrszarvúfaj a kihalás szélén állt a Szumátra szigetén, a Holland Kelet-India kormánya védettnek nyilvánította, és ez a határozat azóta is érvényes. Az Ujung Kulonban az első orrszarvúszámlálást 1967-ben végezték el, ekkor 25 állatot számoltak. 1980-ra ez a szám megduplázódott; azóta is egészen mostanáig körülbelül 50 példány él; számuk nem csökkent, de nem is nőtt. Bár nincs természetes ellensége, a táplálékforrásért versengenie kell az elvadult szarvasmarhákkal; ilyenformán az orrszarvú szaporodását a táplálékért folyó versengés is meggátolhatja. Ezt a nemzeti parkot az indonéz erdészeti miniszter igazgatja. 2006-ban négy új borjat vettek számba, ez pedig rekordszámot jelentett.
2011 márciusában rejtett kamerákkal jávai orrszarvúakat köztük borjakat is lefilmeztek ami bizonyítja, hogy szaporodnak. 2011 januárja és októbere között a kamerák 35 különböző példányt vettek fel. 2011 decemberében 38 ezer hektáros területet jelöltek ki nekik a szaporodás fellendítéséhez; a hatóságok 2015-re 70–80 példányra szeretnék növelni az állományt.
2012 áprilisában a WWF és a Nemzetközi Orrszarvú Alapítvány (International Rhino Foundation) 120 új kamerát adományozott a már meglevő 40 fára erősített fényképezőgép mellé, remélve, hogy megfigyelhetik az állatok mozgását, illetve szaporulatát. A legújabb felmérés szerint sokkal kevesebb tehén van, mint bika. A nemzeti park keleti részén 17 orrszarvúból csak négy tehén; ez is hátrányosan érintheti a faj fennmaradását.
Az Ujung Kulon a faj utolsó menedéke, itt él a faj összes példánya, ami szaporodás szempontjából előnyösebb, mint a szumátrai orrszarvú állománya esetén, ami több, geográfiailag elszigetelt területen szóródik szét. Az egy területen lévő nagyobb egyedszám hátrányt is jelent, hiszen egy nagyobb járvány vagy természeti csapás (pl. szökőár) örökre megpecsételheti a sorsát. Manapság az orvvadászat már nem jelent annyira nagy veszélyt, mint az afrikai orrszarvúk esetén, mivel szigorúbban ellenőrzik a tülkükkel történő kereskedelmet, továbbá az indonéz hatóságok aktívan vigyázzák a területet, és mert a kevés megmaradt orrszarvúra nehéz ráakadni az Ujung Kulon Nemzeti Park egyébként is elszigetelt nagy területén. Ezek ellenére a faj fennmaradása kétséges. 2012-ben az ázsiai orrszarvú fajmegőrzési programjának keretében (Asian Rhino Project) kidolgoztak egy tervet a cukorpálma (Arenga pinnata) kiirtására, amely a jávai orrszarvú tápláléknövényeit szorítja ki a parkból. Az orrszarvúknak a területen vadonélő tulokfélével banteng (Bos javanicus) is versenyeznie kell a táplálékért, ami ugyanezeket a növényeket fogyasztja. Mivel ennek állománya növekszik, ezért a hatóságok azt tervezik, hogy elkerítik a park nyugati részét előlük.

### Cát Tiên
A jávai orrszarvú korábban széles körben elterjedt volt Délkelet-Ázsia területén, az 1970-es évek közepére, azaz a vietnámi háború befejezte után, a zoológusok úgy vélték, hogy a jávai orrszarvú kontinentális állományai kihaltak. A háborúban vívott csaták, a napalm gyújtóbombák és az Agent Orange lombirtók használata, valamint a taposóaknák és a helybéliek orvvadászata mind az orrszarvú kihalásához vezetett.
1988-ban amikor egy vadász elejtett egy tehenet, egy pillanatra úgy tűnt, hogy a faj valahogy mégis túlélte a háborút. Az orrszarvút keresve 1989-ben a kutatók átvizsgálták Vietnám déli erdeit és Đồng Nai folyónál 15 különböző orrszarvúhoz tartozó lábnyomot találtak. 1992-ben itt jött létre a Cát Tiên Nemzeti Park.
Az orrszarvúak váratlan felbukkanása azonban nem volt tartós, hiszen a 2000-es évek elejére a megmaradt vietnámi állomány is tovább csökkent és a kutatók attól tartottak, hogy nincs remény a túlélésre. Felméréseik szerint csak 3–8 példány maradt és ezekből egy sem volt bika. A környezetvédők között felmerült, hogy egyáltalán fennmaradhat-e a vietnámi állomány, és hogy esetleg jó lenne-e, ha Indonéziából hoznának orrszarvúakat. Mások azonban még bíztak a megmaradt állomány túlélőképességében.

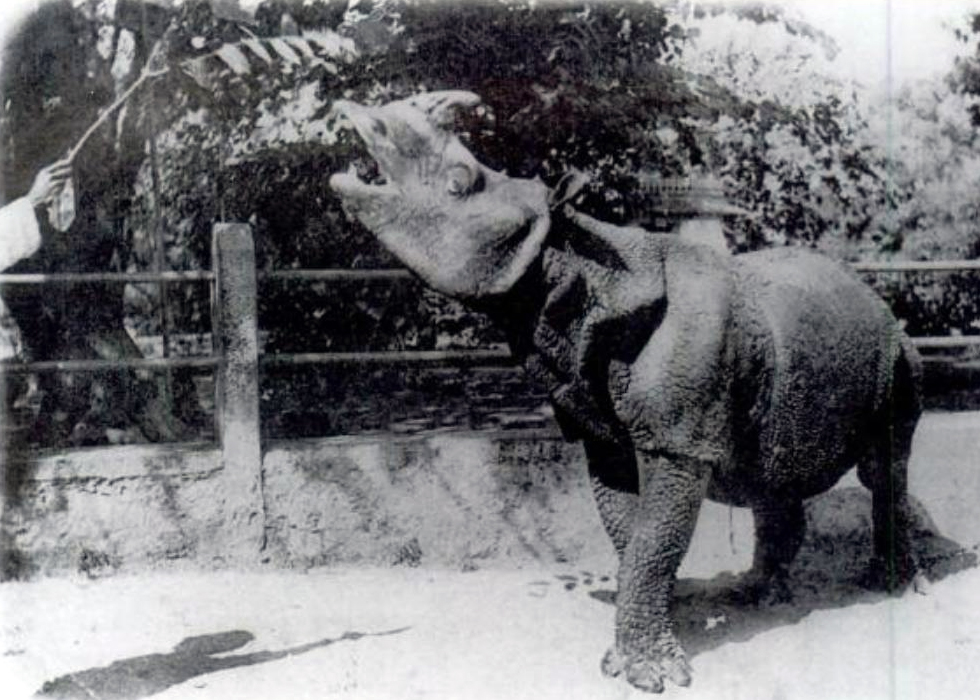
Fogságban tartott jávai orrszarvú 1900 körül Indiában

2009 októbere és 2010 márciusa között begyűjtött ürülékek genetikai vizsgálata után kiderült, hogy az összes lelet csak egy példánytól származik. 2010. május elején pedig egy talán az utolsó elpusztult jávai orrszarvútetemre találtak. Az állatot lelőtték, tülkét pedig levágták az orvvadászok. 2011 októberében a Nemzetközi Orrszarvú Alapítvány is megerősítette a jávai orrszarvú vietnámi állományának a kihalását. Ilyenformán az utolsó példányok ebből az orrszarvúfajból már csak az Ujung Kulon Nemzeti Parkban élnek.

### Fogságban
Jávai orrszarvút már több mint száz éve nem tartottak a világ állatkertjeiben. A 19. században legalább négy ilyen orrszarvú volt látható Adelaide, Kolkata és London állatkertjeiben. Legalább 22 fogságban tartott jávai orrszarvúra van bizonyíték, az igazi szám azonban meglehet nagyobb, hiszen hasonlósága miatt gyakran összetévesztették a rokon indiai orrszarvúval.
A jávai orrszarvú sohasem tűrte jól a fogságot. A legidősebb állatkertben tartott példány 20 évesen pusztult el, ez pedig feleannyi, mint amennyit a vadonban él. Nincs adat vagy feljegyzés arra, miszerint valaha is fogságban született volna jávai orrszarvú. Az utolsó fogvatartott példány 1907-ben pusztult el; ez a dél-ausztráliai Adelaide állatkertben élt, ahol indiai orrszarvúként mutatták be.

## Fordítás
- Ez a szócikk részben vagy egészben  a   Javan rhinoceros című angol Wikipédia-szócikk ezen változatának fordításán alapul.  Az eredeti cikk szerkesztőit annak laptörténete sorolja fel. Ez a jelzés csupán a megfogalmazás eredetét és a szerzői jogokat jelzi, nem szolgál a cikkben szereplő információk forrásmegjelöléseként.